# Leichtathletik-Jugendweltmeisterschaften 2011
Die 7. Leichtathletik-Jugendweltmeisterschaften für 15- bis 17-jährige (kurz: U18) Leichtathleten fanden vom 6. bis 10. Juli 2011 in Lille in Frankreich, genauer im Nachbarort Villeneuve-d’Ascq, statt. Sie wurden vom Weltleichtathletikverband IAAF veranstaltet. Die Weltmeister wurden in 40 leichtathletischen Disziplinen ermittelt. Austragungsort war das Stadium Nord Lille Métropole von Villeneuve-d’Ascq, das ca. 18.000 Zuschauern Platz bietet.
Zu der Veranstaltung waren 1385 Sportler, 760 Jungen und 625 Mädchen, aus 175 Ländern gemeldet.

## Entscheidungen
W = Mädchen; M = Jungen; Angaben in der Reihenfolge des Zeitplans
- 06. Juli (3 Entscheidungen):
Kugelstoßen (W), Diskuswurf (M), 2000 m Hindernis (M)
- 07. Juli (6 Entscheidungen):
Kugelstoßen (M), Weitsprung (M), Speerwurf (W), 100 m (W), 100 m Hürden (W), 100 m (M)
- 08. Juli (8 Entscheidungen):
Hochsprung (W), 5000 m Gehen (W), Dreisprung (W), 2000 m Hindernis (M), Hammerwurf (M), 400 m (M), 400 m (W), 110 m Hürden (M)
- 09. Juli (10 Entscheidungen):
10.000 m Gehen (M), Diskuswurf (W), Stabhochsprung (W), Hochsprung (M), Dreisprung (M), 400 m Hürden (W), Hammerwurf (W), 400 m Hürden (M), 1500 m (W), 800 m (M)
- 10. Juli (11 Entscheidungen):
Stabhochsprung (M), 2000 m Hindernis (W), Weitsprung (W), 200 m (W), 3000 m (M), Speerwurf (M), 200 m (M), 800 m (W), 1500 m (M), Sprintstaffel (W, M)

## Jungen

### 100 m
| Platz | Athlet                | Land | Zeit (s) |
| ----- | --------------------- | ---- | -------- |
| 1     | Odail Todd            | JAM  | 10,51 PB |
| 2     | Kazuma Ōseto          | JPN  | 10,52    |
| 3     | Méba-Mickaël Zézé     | FRA  | 10,57    |
| 4     | Ronald Darby          | USA  | 10,61 PB |
| 5     | Hugh Donovan          | AUS  | 10,62    |
| 6     | Jarrod Geddes         | AUS  | 10,63 PB |
| 7     | Mohammad Sico Ibrahim | KSA  | 10,63 PB |
| 8     | Chijindu Ujah         | GBR  | 10,69    |

### 200 m
| Platz | Athlet            | Land | Zeit (s) |
| ----- | ----------------- | ---- | -------- |
| 1     | Stephen Newbold   | BAH  | 20,89 PB |
| 2     | O'Dail Todd       | JAM  | 21,00 PB |
| 3     | Ronald Darby      | USA  | 21,08    |
| 4     | Akiyuki Hashimoto | JPN  | 21,21    |
| 5     | Méba-Mickaël Zézé | FRA  | 21,30    |
| 6     | Aldrich Bailey    | USA  | 21,36    |
| 7     | Andre Azonwanna   | CAN  | 21,40    |
| 8     | Hugh Donovan      | AUS  | 21,46 SB |

### 400 m
| Platz | Athlet              | Land | Zeit (s)  |
| ----- | ------------------- | ---- | --------- |
| 1     | Arman Hall          | USA  | 46,01 WYL |
| 2     | Alphas Kishoyian    | KEN  | 46,58     |
| 3     | Patryk Dobek        | POL  | 46,67 PB  |
| 4     | Machel Cedenio      | TRI  | 46,89 PB  |
| 5     | Takuya Fukunaga     | JPN  | 47,16 PB  |
| 6     | Andre Wells         | BAH  | 47,22     |
| 7     | Brendon Restall     | CAN  | 47,34     |
|       | Sadam Suliman Koumi | SUD  | DNF       |

### 800 m
| Platz | Athlet                      | Land | Zeit (min)  |
| ----- | --------------------------- | ---- | ----------- |
| 1     | Leonard Kirwa Kosencha      | KEN  | 1:44,08 WYB |
| 2     | Mohammed Aman               | ETH  | 1:44,68 PB  |
| 3     | Timothy Kitum               | KEN  | 1:44,98 PB  |
| 4     | Hamza Driouch               | QAT  | 1:46,39 PB  |
| 5     | Nijel Amos                  | BOT  | 1;47,28 PB  |
| 6     | Esrael Awoke                | ETH  | 1:48,94 PB  |
| 7     | Wesley Vázquez              | PUR  | 1:51,25     |
| 8     | Abdelkerim Mohammed Hussein | ERI  | 1:51,84     |

### 1500 m
| Platz | Athlet                  | Land | Zeit (min) |
| ----- | ----------------------- | ---- | ---------- |
| 1     | Teshome Dirirsa         | ETH  | 3:39,13 PB |
| 2     | Vincent Kiprotich Mutai | KEN  | 3:39,17 PB |
| 3     | Jonathan Kiplimo Sawe   | KEN  | 3:39,54    |
| 4     | Fayidu Murad            | ETH  | 3:40,60 PB |
| 5     | Yonas Habtemicael       | ERI  | 3:43,89 PB |
| 6     | James McMurray          | GBR  | 3:46,51 PB |
| 7     | Jacob Burcham           | USA  | 3:46,55 PB |
| 8     | Robbie Farnham-Rose     | GBR  | 3:47,60 PB |

### 3000 m
| Platz | Athlet                 | Land | Zeit (min)    |
| ----- | ---------------------- | ---- | ------------- |
| 1     | William Malel Sitonik  | KEN  | 7:40,10 CR PB |
| 2     | Patrick Mutunga Mwikya | KEN  | 7:40,47 PB    |
| 3     | Abrar Osman            | ERI  | 7:40,89 PB    |
| 4     | Solomon Deksisa        | ETH  | 7:42,10 PB    |
| 5     | Hagos Gebrhiwet        | ETH  | 7:45,11 PB    |
| 6     | Mohammed Abid          | MAR  | 7:57,45 PB    |
| 7     | Phillip Kipyeko        | UGA  | 8:11,12 PB    |
| 8     | Harry Mulenga          | ZAM  | 8:11,14 PB    |

### 10.000 m Bahngehen
| Platz | Athlet             | Land | Zeit (min)     |
| ----- | ------------------ | ---- | -------------- |
| 1     | Pawel Parschin     | RUS  | 40:51,31 CR PB |
| 2     | Kenny Martín Pérez | COL  | 40:59,25 PB    |
| 3     | Erwin González     | MEX  | 41:09,60 PB    |
| 4     | Jesús Tadeo Vega   | MEX  | 41:09,61 PB    |
| 5     | Tyler Sorensen     | USA  | 41:23,14 PB    |
| 6     | Wang Kaihua        | CHN  | 41:50,75 PB    |
| 7     | Yin Jiaxing        | CHN  | 42:04,37 PB    |
| 8     | Álvaro Martín      | ESP  | 42:27,28 PB    |

30 Geher erreichten das Ziel, 4 wurden disqualifiziert, 3 gaben auf.

### 110 m Hürden
| Platz | Athlet                    | Land | Zeit (s) |
| ----- | ------------------------- | ---- | -------- |
| 1     | Andries van der Merwe     | RSA  | 13,41    |
| 2     | Joshua Hawkins            | NZL  | 13,44 PB |
| 3     | Wilhem Belocian           | FRA  | 13,51 PB |
| 4     | Omar McLeod               | JAM  | 13,61 PB |
| 5     | Takumi Takahata           | JPN  | 13,71    |
| 6     | Tyler Mason               | JAM  | 13,74 PB |
| 7     | Mousa Mohammad Al Subyani | KSA  | 13,81 PB |
| 8     | Wjatscheslaw Schwidkyi    | UKR  | 13,94    |

### 400 m Hürden
| Platz | Athlet                 | Land | Zeit (s)  |
| ----- | ---------------------- | ---- | --------- |
| 1     | Igor Kusnezow          | RUS  | 50,97 WYL |
| 2     | Ibrahim Mohammed Saleh | KSA  | 51,14 PB  |
| 3     | Takahiro Matsumoto     | JPN  | 51,26 PB  |
| 4     | Ken Kirui Tele         | KEN  | 51,33 PB  |
| 5     | Constant Pretorius     | RSA  | 51,34 PB  |
| 6     | Ramfis Vega            | PUR  | 51,50 PB  |
| 7     | Shota Madokoro         | JPN  | 51,77     |
| 8     | Omar McLeod            | JAM  | 52,82     |

### 2000 m Hindernis
| Platz | Athlet                      | Land | Zeit (min)  |
| ----- | --------------------------- | ---- | ----------- |
| 1     | Conseslus Kipruto           | KEN  | 5:28,65 WYL |
| 2     | Gilbert Kiplangat Kirui     | KEN  | 5:30,49     |
| 3     | Zacharia Kiprotich          | UGA  | 5:37,98 PB  |
| 4     | Jaouad Chemlal              | MAR  | 5:38,26 SB  |
| 5     | Zak Seddon                  | GBR  | 5:40,62 PB  |
| 6     | Mohammad Mueedh Al Barakati | KSA  | 5:43,61     |
| 7     | Animut Minalu               | ETH  | 5;46,50 PB  |
| 8     | Deon Clifford               | CAN  | 5:52,34     |

### Sprint-Staffel (100 m – 200 m – 300 m – 400 m)
| Platz | Land                | Athleten                                                                            | Zeit (min)  |
| ----- | ------------------- | ----------------------------------------------------------------------------------- | ----------- |
| 1     | Vereinigte Staaten  | Ronald Darby Aldrich Bailey Najee Glass Arman Hall                                  | 1:49,47 WYB |
| 2     | Japan               | Kazuma Ōseto Akiyuki Hashimoto Shotaro Aikyo Takuya Fukunaga                        | 1:50,69 PB  |
| 3     | Frankreich          | Wilhem Belocian Méba-Mickaël Zézé Jordan Geenen Thomas Jordier                      | 1:51,81 PB  |
| 4     | Polen               | Marcin Ciechanowicz Adam Jablonski Rafal Smolen Patryk Dobek                        | 1:52,42 SB  |
| 5     | Bahamas             | Tommey Outten Delano Davis Stephen Newbold Andre Wells                              | 1:52,51 PB  |
| 6     | Trinidad und Tobago | Ruebin Walters Jereem Richards Theon Lewis Machel Cedenio                           | 1:52,77 SB  |
| 7     | Brasilien           | Flavio Lucena Renato dos Santos Junior Maykon Pedro da Cunha Carlos Eduardo Grachet | 1:53,59 SB  |

### Hochsprung
| Platz | Athlet         | Land | Höhe (m) |
| ----- | -------------- | ---- | -------- |
| 1     | Gaël Levécque  | FRA  | 2,13 PB  |
| 2     | Usman Usmanow  | RUS  | 2,13 PB  |
| 3     | Justin Fondren | USA  | 2,13     |
| 4     | Seunghyun Yun  | KOR  | 2,09     |
| 5     | Akira Koike    | JPN  | 2,09 SB  |
| 6     | David Snowdon  | AUS  | 2,09     |
| 7     | Gaël Rotardier | FRA  | 2,05     |
| 8     | Kirill Isjumow | RUS  | 2,05     |

### Stabhochsprung
| Platz | Athlet                 | Land | Höhe (m) |
| ----- | ---------------------- | ---- | -------- |
| 1     | Robert Renner          | SLO  | 5,25 PB  |
| 2     | Melker Svärd Jacobsson | SWE  | 5,15     |
| 3     | Jacob Blankenship      | USA  | 5,05     |
| 4     | Oleg Zernikel          | GER  | 4,80     |
| 5     | Nicholas Southgate     | NZL  | 4,80     |
| 6     | Heorhij Bykow          | UKR  | 4,80     |
| 7     | Lukas Hallanzy         | GER  | 4,80     |
| 8     | Daniel Gardner         | GBR  | 4,80 PB  |

### Weitsprung
| Platz | Athlet           | Land | Weite (m) |
| ----- | ---------------- | ---- | --------- |
| 1     | Qing Lin         | CHN  | 7,83 PB   |
| 2     | Johan Taléus     | SWE  | 7,44      |
| 3     | Stefano Braga    | ITA  | 7,42      |
| 4     | Semjon Popow     | RUS  | 7,39      |
| 5     | Simon Karlén     | SWE  | 7,34 SB   |
| 6     | Juan Mosquera    | PAN  | 7,34 PB   |
| 7     | Stephan Hartmann | GER  | 7,32      |
| 8     | Sergio Acera     | ESP  | 7,22      |

### Dreisprung
| Platz | Athlet               | Land | Weite (m) |
| ----- | -------------------- | ---- | --------- |
| 1     | Latario Collie-Minns | BAH  | 16,06     |
| 2     | Albert Janki         | RSA  | 15,95     |
| 3     | Lathone Collie-Minns | BAH  | 15,51     |
| 4     | Maxim Lustin         | RUS  | 15,45     |
| 5     | Jean-Noël Cretinoir  | FRA  | 15,39     |
| 6     | Lewon Aghasjan       | ARM  | 15,24     |
| 7     | Wladimir Potozki     | KAZ  | 15,24     |
| 8     | Lascha Gulelauri     | GEO  | 15,04     |

### Kugelstoßen
| Platz | Athlet                | Land | Weite (m) |
| ----- | --------------------- | ---- | --------- |
| 1     | Jacko Gill            | NZL  | 24,35 WYB |
| 2     | Tyler Schultz         | USA  | 20,35 PB  |
| 3     | Braheme Days          | USA  | 20,14 PB  |
| 4     | Patryk Ocypa          | POL  | 20,08 PB  |
| 5     | Andrzej Regin         | POL  | 19,88 PB  |
| 6     | Mesud Pezer           | BIH  | 19,79     |
| 7     | Alexej Tschischelikow | RUS  | 19,61 PB  |
| 8     | Wladyslaw Tschernikow | UKR  | 19,60     |

### Diskuswurf
| Platz | Athlet             | Land | Weite (m) |
| ----- | ------------------ | ---- | --------- |
| 1     | Fedrick Dacres     | JAM  | 67,05 WYL |
| 2     | Ethan Cochran      | USA  | 61,37 PB  |
| 3     | Gerhard de Beer    | RSA  | 60,63 PB  |
| 4     | Mauricio Ortega    | COL  | 60,28     |
| 5     | Jan-Louw Kotze     | RSA  | 59,48     |
| 6     | Viktor Gardenkrans | SWE  | 59,18     |
| 7     | Nicholas Percy     | GBR  | 58,95 PB  |
| 8     | Martin Pilato      | ITA  | 57,95 PB  |

### Hammerwurf
| Platz | Athlet               | Land | Weite (m) |
| ----- | -------------------- | ---- | --------- |
| 1     | Bence Pásztor        | HUN  | 82,60 CR  |
| 2     | Özkan Baltacı        | TUR  | 78,63 PB  |
| 3     | Serhij Reheda        | UKR  | 74,06     |
| 4     | Eslam Ahmed Taha     | EGY  | 72,35     |
| 5     | Tolgahan Yavuz       | TUR  | 72,23 PB  |
| 6     | Diego del Real       | MEX  | 72,21 PB  |
| 7     | Marco Bortolato      | ITA  | 70,50     |
| 8     | Michalis Anastasakis | GRE  | 69,64     |

### Speerwurf
| Platz | Athlet              | Land | Weite (m) |
| ----- | ------------------- | ---- | --------- |
| 1     | Reinhard van Zyl    | RSA  | 82,96 PB  |
| 2     | Morné Moolman       | RSA  | 80,99     |
| 3     | Guisheng Zhang      | CHN  | 77,62     |
| 4     | Juri Kuschniruk     | UKR  | 77,10 PB  |
| 5     | Povilas Dabašinskas | LTU  | 75,87 PB  |
| 6     | Joni Karvinen       | FIN  | 74,49     |
| 7     | Elliott Lang        | AUS  | 73,55 PB  |
| 8     | Gatis Čakšs         | LAT  | 66,94     |

### Achtkampf
| Platz | Athlet            | Land | Punkte   |
| ----- | ----------------- | ---- | -------- |
| 1     | Jake Stein        | AUS  | 6491 WYB |
| 2     | Fredrick Ekholm   | SWE  | 6127 PB  |
| 3     | Felipe dos Santos | BRA  | 5966 PB  |
| 4     | Jewgeni Lichanow  | RUS  | 5943 PB  |
| 5     | Aleksi Tuononen   | FIN  | 5925 PB  |
| 6     | Taavi Tšernjavski | EST  | 5909 PB  |
| 7     | Jiří Sýkora       | CZE  | 5823 PB  |
| 8     | Axel Martin       | FRA  | 5735 PB  |

## Mädchen

### 100 m
| Platz | Athletin            | Land | Zeit (s) |
| ----- | ------------------- | ---- | -------- |
| 1     | Jennifer Madu       | USA  | 11,57 PB |
| 2     | Myasia Jacobs       | USA  | 11,61    |
| 3     | Christania Williams | JAM  | 11,63    |
| 4     | Galina Nikolowa     | BUL  | 11,68    |
| 5     | Khamica Bingham     | CAN  | 11,71    |
| 6     | Tamiris de Liz      | BRA  | 11,73 PB |
| 7     | Annika Drazek       | GER  | 11,92    |
| 8     | Kamila Ciba         | POL  | 12,00    |

### 200 m
| Platz | Athletin          | Land | Zeit (s)  |
| ----- | ----------------- | ---- | --------- |
| 1     | Desirèe Henry     | GBR  | 23,25 WYL |
| 2     | Christian Brennan | CAN  | 23,47 PB  |
| 3     | Shericka Jackson  | JAM  | 23,62     |
| 4     | Galina Nikolowa   | BUL  | 23,64 PB  |
| 5     | Florence Uwakwe   | NGR  | 23,67     |
| 6     | Anna-Lena Freese  | GER  | 23,91     |
| 7     | Monica Brennan    | AUS  | 24,05     |
| 8     | Bealoved Brown    | USA  | 24,08     |

### 400 m
| Platz | Athletin          | Land | Zeit (s) |
| ----- | ----------------- | ---- | -------- |
| 1     | Shaunae Miller    | BAH  | 51,84 PB |
| 2     | Christian Brennan | CAN  | 52,12 PB |
| 3     | Olivia James      | JAM  | 52,14 PB |
| 4     | Robin Reynolds    | USA  | 52,72 SB |
| 5     | Bianca Răzor      | ROU  | 52,82    |
| 6     | Kendall Baisden   | USA  | 53,01    |
| 7     | Chrisann Gordon   | JAM  | 53,31    |
| 8     | Ella Räsänen      | FIN  | 54,55    |

### 800 m
| Platz | Athletin          | Land | Zeit (min) |
| ----- | ----------------- | ---- | ---------- |
| 1     | Ajeé Wilson       | USA  | 2:02,64 PB |
| 2     | Wang Chunyu       | CHN  | 2:03,23 PB |
| 3     | Jessica Judd      | GBR  | 2:03,43    |
| 4     | Amy Weissenbach   | USA  | 2:03,59    |
| 5     | Alem Gereziher    | ETH  | 2:04,59 PB |
| 6     | Manal el-Bahraoui | MAR  | 2:04,80 PB |
| 7     | Katie Snowden     | GBR  | 2:05,64    |
| 8     | Christine Gess    | GER  | 2:05,66    |

### 1500 m
| Platz | Athletin                 | Land | Zeit (min) |
| ----- | ------------------------ | ---- | ---------- |
| 1     | Faith Kipyegon           | KEN  | 4:09,48 CR |
| 2     | Senbere Teferi           | ETH  | 4:10,54 PB |
| 3     | Genet Tibieso            | ETH  | 4:11,56 PB |
| 4     | Georgia Peel             | GBR  | 4:16,36 SB |
| 5     | Camille Chapus           | USA  | 4:17,12 PB |
| 6     | Sheila Chepngetich Keter | KEN  | 4:17,34    |
| 7     | Yui Fukuda               | JPN  | 4:19,27    |
| 8     | Shiho Takeda             | JPN  | 4:20,62 PB |

12. Platz Maya Rehberg  GER

### 3000 m
| Platz | Athletin                    | Land | Zeit (min)  |
| ----- | --------------------------- | ---- | ----------- |
| 1     | Gotytom Gebreslase          | ETH  | 8:56,36 WYL |
| 2     | Ziporah Wanjiru Kingori     | KEN  | 8:56,82 PB  |
| 3     | Caroline Chepkoech Kipkirui | KEN  | 8:58,63 PB  |
| 4     | Alena Kudaschkina           | RUS  | 9:01,51 PB  |
| 5     | Alemitu Heroye              | ETH  | 9:04,53 PB  |
| 6     | Katsuki Suga                | JPN  | 9:05,62 PB  |
| 7     | Tomoka Kimura               | JPN  | 9:11,36     |
| 8     | Anca Maria Bunea            | ROU  | 9:25,11 PB  |

### 5000 m Bahngehen
| Platz | Athletin            | Land | Zeit (min)   |
| ----- | ------------------- | ---- | ------------ |
| 1     | Kate Veale          | IRL  | 21:45,59 WYL |
| 2     | Yanxue Mao          | CHN  | 22:00,15 PB  |
| 3     | Nadeschda Leontjewa | RUS  | 22:00,84 PB  |
| 4     | Alina Haltschenko   | UKR  | 22:12,47 PB  |
| 5     | Alejandra Ortega    | MEX  | 22:17,85 PB  |
| 6     | Anežka Drahotová    | CZE  | 22:32,87 PB  |
| 7     | Yuanyuan Ni         | CHN  | 22:36,62 PB  |
| 8     | Anna Clemente       | ITA  | 22:47,32 SB  |

### 100 m Hürden
| Platz | Athletin            | Land | Zeit (s)  |
| ----- | ------------------- | ---- | --------- |
| 1     | Trinity Wilson      | USA  | 13,11 WYL |
| 2     | Noemi Zbären        | SUI  | 13,17 PB  |
| 3     | Kendell Williams    | USA  | 13,28 PB  |
| 4     | Alexandra Burghardt | GER  | 13,42 PB  |
| 5     | Chrisdale McCarthy  | JAM  | 13,55 PB  |
| 6     | Megan Simmonds      | JAM  | 13,78     |
| 7     | Sandra Gottschalk   | GER  | 13,79     |
| 8     | Christelle Vertueux | FRA  | 13,82 PB  |

### 400 m Hürden
| Platz | Athletin                 | Land | Zeit (s)  |
| ----- | ------------------------ | ---- | --------- |
| 1     | Nnenya Hailey            | USA  | 57,93 WYL |
| 2     | Sarah Carli              | AUS  | 58,05 PB  |
| 3     | Zurian Hechavarría       | CUB  | 58,37 PB  |
| 4     | Aya Takizawa             | JPN  | 58,80 PB  |
| 5     | Tasabih Mohamed El Sayed | SUD  | 58,91 PB  |
| 6     | Hayley McLean            | GBR  | 58,94     |
| 7     | Kazjaryna Weramejenka    | BLR  | 59,76 PB  |
| 8     | Sage Watson              | CAN  | 61,04     |

### 2000 m Hindernis
| Platz | Athletin                 | Land | Zeit (min)  |
| ----- | ------------------------ | ---- | ----------- |
| 1     | Norah Jeruto             | KEN  | 6:16,41 WYL |
| 2     | Fadwa Sidi Madane        | MAR  | 6:20,98 PB  |
| 3     | Lilian Jepkorir Chemweno | KEN  | 6:21,85 PB  |
| 4     | Motu Megersa             | ETH  | 6:28,21 PB  |
| 5     | Tejinesh Gebisa          | ETH  | 6:29,08 PB  |
| 6     | Madeleine Meyers         | USA  | 6:29,20 PB  |
| 7     | Brianna Nerud            | USA  | 6:29,56 PB  |
| 8     | Nancy Cheptegei          | UGA  | 6:34,38 PB  |

### Sprint-Staffel (100 m – 200 m – 300 m – 400 m)
| Platz | Land               | Athletinnen                                                                 | Zeit (min)  |
| ----- | ------------------ | --------------------------------------------------------------------------- | ----------- |
| 1     | Jamaika            | Christania Williams Shericka Jackson Chrisann Gordon Olivia James           | 2:03,42 WYB |
| 2     | Vereinigte Staaten | Jennifer Madu Bealoved Brown Kendall Baisden Robin Reynolds                 | 2:03,92 SB  |
| 3     | Kanada             | Shamelle Pless Khamica Bingham Christian Brennan Sage Watson                | 2:05,72 PB  |
| 4     | Nigeria            | Deborah Oluwaseun Odeyemi Florence Uwakwe Ada Benjamin Rita Ossai           | 2:06,26 PB  |
| 5     | Russland           | Anastasia Nikolaeva Jekaterina Renschina Anna Parfenowa Anastasiya Aslanidi | 2:07,62 SB  |
| 6     | Rumänien           | Andreea Grecu Roxana Ene Andreea Cojocaru Bianca Răzor                      | 2:10,17 SB  |
| 7     | Polen              | Kamila Ciba Katarzyna Siewruk Aleksandra Maliszewska Patrycja Wyciszkiewicz | 2:10,35     |
| 8     | Südafrika          | Liezl Hechter Philippa van der Merwe Stephanie Wicksell Izelle Neuhoff      | 2:10,76     |

### Hochsprung
| Platz | Athletin              | Land | Höhe (m) |
| ----- | --------------------- | ---- | -------- |
| 1     | Ligia Grozav          | ROU  | 1,87 WYL |
| 2     | Iryna Heraschtschenko | UKR  | 1,87 WYL |
| 3     | Chanice Porter        | JAM  | 1,82     |
| 4     | Laura Voss            | GER  | 1,82 PB  |
| 5     | Undine Dindune        | LAT  | 1,79 SB  |
| 6     | Dior Delophont        | FRA  | 1,79     |
| 7     | Nikola Parilová       | CZE  | 1,75     |
| 8     | Gintaré Nesteckyté    | LIT  | 1,75     |

### Stabhochsprung
| Platz | Athletin            | Land | Höhe (m) |
| ----- | ------------------- | ---- | -------- |
| 1     | Desiree Singh       | GER  | 4,25 WYL |
| 2     | Liz Parnov          | AUS  | 4,20 SB  |
| 3     | Lucy Bryan          | GBR  | 4,10 PB  |
| 4     | Georgia Stefanidi   | GRE  | 4,10 PB  |
| 5     | Alissa Söderberg    | SWE  | 4,10 SB  |
| 6     | Roberta Bruni       | ITA  | 4,00     |
| 7     | Kristina Bondarenko | RUS  | 4,00 PB  |
| 8     | Sydney White        | USA  | 4,00 PB  |

### Weitsprung
| Platz | Athletin              | Land | Weite (m) |
| ----- | --------------------- | ---- | --------- |
| 1     | Chanice Porter        | JAM  | 6,22      |
| 2     | Anastassia Angioi     | ITA  | 6,17      |
| 3     | Marina Butschelnikowa | RUS  | 6,11      |
| 4     | Maryse Luzolo         | GER  | 6,06      |
| 5     | Maryna Bech           | UKR  | 6,05      |
| 6     | Akela Jones           | BAR  | 6,04      |
| 7     | Ottavia Cestonaro     | ITA  | 5,93      |
| 8     | Antonija Radic        | CRO  | 5,91      |

### Dreisprung
| Platz | Athletin          | Land | Weite (m) |
| ----- | ----------------- | ---- | --------- |
| 1     | Sokhna Gallé      | FRA  | 13,62     |
| 2     | Jingyu Li         | CHN  | 13,57 PB  |
| 3     | Ana Peleteiro     | ESP  | 12,92     |
| 4     | Wiktorija Leonowa | RUS  | 12,92     |
| 5     | Lynn Johnson      | SWE  | 12,91     |
| 6     | Anna Krassuzka    | UKR  | 12,91     |
| 7     | Esra Emiroglu     | TUR  | 12,90     |
| 8     | Paola Borović     | CRO  | 12,82     |

### Kugelstoßen
| Platz | Athletin         | Land | Weite (m) |
| ----- | ---------------- | ---- | --------- |
| 1     | Guo Tianqian     | CHN  | 15,24     |
| 2     | Sophie McKinna   | GBR  | 14,90     |
| 3     | Katinka Urbaniak | GER  | 14,71     |
| 4     | Lee Mi-na        | KOR  | 14,65 PB  |
| 5     | Torie Owers      | USA  | 14,44     |
| 6     | Monia Cantarella | ITA  | 14,01     |
| 7     | Siositina Hakeai | NZL  | 13,73     |
| 8     | Filoi Aokuso     | AUS  | 13,68     |

### Diskuswurf
| Platz | Athletin             | Land | Weite (m) |
| ----- | -------------------- | ---- | --------- |
| 1     | Rosalía Vázquez      | CUB  | 53,51     |
| 2     | Yan Liang            | CHN  | 52,89 PB  |
| 3     | Shelbi Vaughan       | USA  | 52,58     |
| 4     | Feng Bin             | CHN  | 51,25     |
| 5     | Filoi Aokuso         | AUS  | 50,38     |
| 6     | Keshia McGrath-Volau | AUS  | 49,66     |
| 7     | Katinka Urbaniak     | GER  | 48,77     |
| 8     | Floredía Kaloyeráki  | GRE  | 48,38     |

### Hammerwurf
| Platz | Athletin          | Land | Weite (m) |
| ----- | ----------------- | ---- | --------- |
| 1     | Louisa James      | GBR  | 57,13 PB  |
| 2     | Malwina Kopron    | POL  | 57,03 PB  |
| 3     | Roxana Perie      | ROU  | 56,75 PB  |
| 4     | Petra Jakeljic    | CRO  | 56,62     |
| 5     | Heli Rinnekari    | FIN  | 56,01     |
| 6     | Beatrix Banga     | HUN  | 55,04     |
| 7     | Hanna Bryl        | BLR  | 54,58     |
| 8     | Aljona Schamotina | UKR  | 53,87     |

### Speerwurf
| Platz | Athletin          | Land | Weite (m) |
| ----- | ----------------- | ---- | --------- |
| 1     | Christin Hussong  | GER  | 59,74 CR  |
| 2     | Sofi Flink        | SWE  | 54,62 PB  |
| 3     | Monique Cilione   | AUS  | 52,77 PB  |
| 4     | Haley Crouser     | USA  | 51,97     |
| 5     | Ismaray Armentero | CUB  | 50,21     |
| 6     | Alexie Alaïs      | FRA  | 49,33     |
| 7     | Daliadiz Ortiz    | PUR  | 47,96     |
| 8     | Tetjana Fetiskina | UKR  | 47,56     |

### Siebenkampf
| Platz | Athletin            | Land | Punkte      |
| ----- | ------------------- | ---- | ----------- |
| 1     | Yusleidys Mendieta  | CUB  | 5697 WYL PB |
| 2     | Yorgelis Rodríguez  | CUB  | 5671 PB     |
| 3     | Marjolein Lindemans | BEL  | 5532 PB     |
| 4     | Nafissatou Thiam    | BEL  | 5366 PB     |
| 5     | Elise Malmberg      | SWE  | 5335 PB     |
| 6     | Frida Thorsås       | NOR  | 5303 PB     |
| 7     | Annika Gärtz        | GER  | 5304 PB     |
| 8     | Sofia Linde         | SWE  | 5298 PB     |

## Abkürzungen
- WR = Weltrekord
- WU20R = U20-Weltrekord
- OR = olympischer Rekord
- YOR = olympischer Jugendrekord
- AR = Kontinentalrekord
- AU20R = U20-Kontinentalrekord
- NR = nationaler Rekord
- NU20R = nationaler U20-Rekord
- CR = Meisterschaftsrekord
- MR = Veranstaltungsrekord
- WB = Weltbestleistung
- WU20B = U20-Weltbestleistung
- WU18B = U18-Weltbestleistung
- AB = Kontinentalbestleistung
- AU20B = U20-Kontinentalbestleistung
- AU18B = U18-Kontinentalbestleistung
- NB = nationale Bestleistung
- NU20B = nationale U20-Bestleistung
- NU18B = nationale U18-Bestleistung
- PB = persönliche Bestleistung
- SB = persönliche Saisonbestleistung
- QB = Qualifikationsbestleistung
- WL = Weltjahresbestleistung
- WU20L = U20-Weltjahresbestleistung
- WU18L = U18-Weltjahresbestleistung
- DSQ = disqualifiziert (engl. Disqualified)
- DNS = Wettkampf nicht angetreten (engl. Did Not Start)
- DNF = Wettkampf nicht beendet (engl. Did Not Finish)

## Medaillenspiegel
| Medaillenspiegel(Endstand nach 40 Entscheidungen) | Medaillenspiegel(Endstand nach 40 Entscheidungen) | Medaillenspiegel(Endstand nach 40 Entscheidungen) | Medaillenspiegel(Endstand nach 40 Entscheidungen) | Medaillenspiegel(Endstand nach 40 Entscheidungen) | Medaillenspiegel(Endstand nach 40 Entscheidungen) |
| Platz                                             | Land                                              | Gold                                              | Silber                                            | Bronze                                            | Gesamt                                            |
| ------------------------------------------------- | ------------------------------------------------- | ------------------------------------------------- | ------------------------------------------------- | ------------------------------------------------- | ------------------------------------------------- |
| 01                                                | Vereinigte Staaten                                | 6                                                 | 4                                                 | 6                                                 | 16                                                |
| 02                                                | Kenia                                             | 5                                                 | 5                                                 | 4                                                 | 14                                                |
| 03                                                | Jamaika                                           | 4                                                 | 1                                                 | 4                                                 | 9                                                 |
| 04                                                | Bahamas                                           | 3                                                 | 0                                                 | 1                                                 | 4                                                 |
| 05                                                | Volksrepublik China                               | 2                                                 | 4                                                 | 1                                                 | 7                                                 |
| 06                                                | Äthiopien                                         | 2                                                 | 2                                                 | 1                                                 | 5                                                 |
| 06                                                | Südafrika                                         | 2                                                 | 2                                                 | 1                                                 | 5                                                 |
| 08                                                | Vereinigtes Königreich                            | 2                                                 | 1                                                 | 2                                                 | 5                                                 |
| 08                                                | Russland                                          | 2                                                 | 1                                                 | 2                                                 | 5                                                 |
| 10                                                | Kuba                                              | 2                                                 | 1                                                 | 1                                                 | 4                                                 |
| 11                                                | Frankreich                                        | 2                                                 | 0                                                 | 3                                                 | 5                                                 |
| 12                                                | Deutschland                                       | 2                                                 | 0                                                 | 1                                                 | 3                                                 |
| 13                                                | Australien                                        | 1                                                 | 2                                                 | 1                                                 | 4                                                 |
| 14                                                | Neuseeland                                        | 1                                                 | 1                                                 | 0                                                 | 2                                                 |
| 15                                                | Rumänien                                          | 1                                                 | 0                                                 | 1                                                 | 2                                                 |
| 16                                                | Ungarn                                            | 1                                                 | 0                                                 | 0                                                 | 1                                                 |
| 16                                                | Irland                                            | 1                                                 | 0                                                 | 0                                                 | 1                                                 |
| 16                                                | Slowenien                                         | 1                                                 | 0                                                 | 0                                                 | 1                                                 |
| 19                                                | Schweden                                          | 0                                                 | 4                                                 | 0                                                 | 4                                                 |
| 20                                                | Kanada                                            | 0                                                 | 2                                                 | 1                                                 | 3                                                 |
| 20                                                | Japan                                             | 0                                                 | 2                                                 | 1                                                 | 3                                                 |
| 22                                                | Italien                                           | 0                                                 | 1                                                 | 1                                                 | 2                                                 |
| 22                                                | Polen                                             | 0                                                 | 1                                                 | 1                                                 | 2                                                 |
| 22                                                | Ukraine                                           | 0                                                 | 1                                                 | 1                                                 | 2                                                 |
| 25                                                | Kolumbien                                         | 0                                                 | 1                                                 | 0                                                 | 1                                                 |
| 25                                                | Marokko                                           | 0                                                 | 1                                                 | 0                                                 | 1                                                 |
| 25                                                | Saudi-Arabien                                     | 0                                                 | 1                                                 | 0                                                 | 1                                                 |
| 25                                                | Schweiz                                           | 0                                                 | 1                                                 | 0                                                 | 1                                                 |
| 25                                                | Türkei                                            | 0                                                 | 1                                                 | 0                                                 | 1                                                 |
| 30                                                | Belgien                                           | 0                                                 | 0                                                 | 1                                                 | 1                                                 |
| 30                                                | Brasilien                                         | 0                                                 | 0                                                 | 1                                                 | 1                                                 |
| 30                                                | Eritrea                                           | 0                                                 | 0                                                 | 1                                                 | 1                                                 |
| 30                                                | Mexiko                                            | 0                                                 | 0                                                 | 1                                                 | 1                                                 |
| 30                                                | Spanien                                           | 0                                                 | 0                                                 | 1                                                 | 1                                                 |
| 30                                                | Uganda                                            | 0                                                 | 0                                                 | 1                                                 | 1                                                 |
| 35                                                | Gesamt                                            | 40                                                | 40                                                | 40                                                | 120                                               |